# Aprostocetus ciliatus
Aprostocetus ciliatus är en stekelart som först beskrevs av Christian Gottfried Daniel Nees von Esenbeck 1834.  Aprostocetus ciliatus ingår i släktet Aprostocetus och familjen finglanssteklar. Arten är reproducerande i Sverige. Inga underarter finns listade i Catalogue of Life.